# 中御門経之
中御門 経之（なかのみかど つねゆき）は、江戸時代後期（幕末）から明治期にかけての公卿、華族。麝香間祗候、大納言、留守長官等を歴任する。位階勲等は、従一位勲一等。

## 経歴
坊城俊明の五男として生まれ、中御門資文の養嗣子となる。
安政5年（1858年）に通商条約勅許問題が起こると、88人の反対グループ（廷臣八十八卿）の一人となった。文久3年（1863年）、孝明天皇の石清水八幡宮行幸を共にしている。しかし、その後は岩倉具視と手を結んで討幕派公卿の一人となり、慶応2年（1866年）には佐幕派であった関白の二条斉敬と中川宮朝彦親王を弾劾した。ところが、これが親王を厚く信任していた孝明天皇の怒りを買うこととなり、閉門処分に処せられた。同年末、孝明天皇が崩御し、明治天皇が践祚された後に罪を許されて宮中に復帰する。
その後は討幕の密勅作成などに参加し、慶応3年（1867年）12月の王政復古と共に議定に任じられた。
翌・明治元年（1868年）1月、会計事務総督を兼ね、2月に会計事務局督に転じ、閏4月には権中納言となり、ついで会計官出仕、8月に同知事となった。
明治2年（1869年）2月、造幣局掛等を歴任し、5月に内廷職知事に任じられ、7月に留守長官に転じた。9月には維新の功により賞典禄1,500石を永世下賜され、11月に大納言に任じられた。しかし明治3年（1870年）、病により留守長官を辞し、麝香間祗候を仰せ付けられた。
その後、華族会館創設の計画協議などに当たった。明治24年（1891年）8月、病が重くなったため、特旨をもって従一位に叙せられた。
明治24年（1891年）8月27日に、病気のため薨去。享年71（満70歳没）。

## 栄典
- 1887年（明治20年）12月26日 - 正二位[1]

## 系譜
- 父：坊城俊明
- 母：家女房
- 養父：中御門資文
- 妻：富子 - 堀河康親の娘、岩倉具視の実姉
- 二男：中御門経明（貴族院侯爵議員）[2]
- 長女：中御門良子（ながこ、典侍）[2]
- 三男：中御門経隆（貴族院男爵議員）[2]
- 二女：新庄美雄子（新庄直正夫人、新庄直陳夫人）[2]
- 三女：安藤八千子（安藤直行夫人）[2]